# 緒方惟準

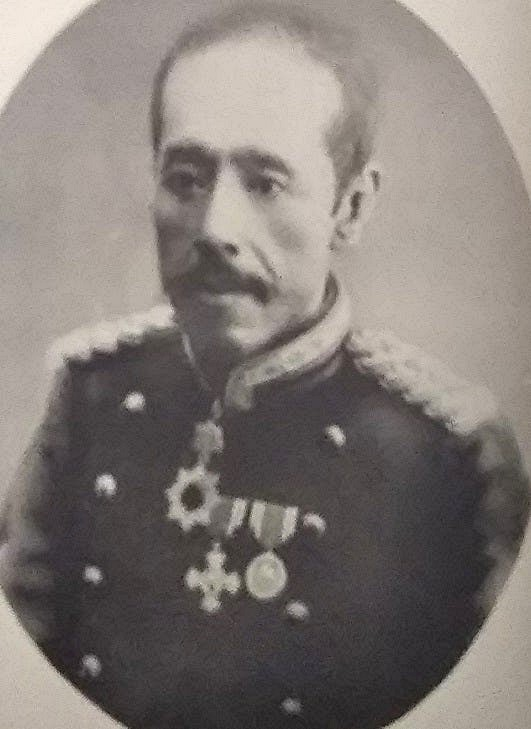
緒方惟準

緒方 惟準（おがた これよし、天保14年8月1日（1843年8月25日） - 明治42年（1909年）7月20日）は、日本の医師、陸軍軍医。緒方洪庵の次男。幼名平三、のちに章、洪哉、字は子縄、通称は洪斎、号は蘭洲。

## 経歴
幼少から学問を習う。慶応元年（1865年）、幕府からの命令にてオランダに留学。明治元年（1868年）に帰国し、京都の典薬寮の医師となり、明治天皇の侍医となった。明治2年（1869年）に八丁目寺町の大福寺（現・大阪市天王寺区上本町4丁目）に設立された浪華仮病院（大阪大学医学部の前身）の院長となり、オランダの軍医ボードウィンらとともに病院の運営した。明治4年（1871年）から陸軍の軍医となり、明治18年（1885年）には陸軍軍医学会長兼近衛軍医長として脚気の予防策に麦飯給食を勧めたが、軍上層部と対立し、明治20年4月陸軍を辞して大阪にて緒方病院を開設した。
洪庵、惟準、銈次郞、準一と続いた本家の医業は、準一長男の惟之（1925年生、慈恵医大卒）が奈良市で開業していた整形外科医院を閉じて途絶えた。

## 親族
妻の吉重（1854-1927年）は、佐藤泰然の娘・きは、三沢良益（関宿藩主・久世広周のお抱え医師）の次女で、14歳で22歳の惟準と結婚した。その子供に、緖方銈次郞（1871-1945、緖方病院内科長のち院長、妻は三浦安の三女、子に緒方準一（奈良県立医科大学学長）、緒方安雄、緒方富雄）、緒方知三郎、緒方章。義兄弟（妻の姉妹の夫）に判事の三沢元衡（今村信行の実弟）、箕作麟祥、田中芳男。